# Hyphydrus dani
Hyphydrus dani är en skalbaggsart som beskrevs av Biström, Balke och Lars Hendrich 1993. Hyphydrus dani ingår i släktet Hyphydrus och familjen dykare. Inga underarter finns listade i Catalogue of Life.